# ʔ̲
Cette page contient des caractères spéciaux ou non latins. S’ils s’affichent mal (▯, ?, etc.), consultez la page d’aide Unicode.
ʔ̲, appelé coup de glotte trait souscrit ou coup de glotte souligné, est un graphème utilisé dans l’écriture de l’oneida. Il s’agit de la lettre coup de glotte diacritée d’un trait souscrit ; trait qui peut s’associer à celui que peut comporter la lettre précédente ou suivante comme si elles étaient soulignées d’un seul trait.

## Utilisation
En oneida, ‹ ʔ̲ › représente le coup de glotte dans une syllabe avec l’accent tonique.

## Représentations informatiques
Le coup de glotte trait souscrit peut être représenté avec les caractères Unicode suivants :
- décomposé (alphabet phonétique international, diacritiques) :

| formes    | représentations | chaînes de caractères | points de code | descriptions                                                      |
| --------- | --------------- | --------------------- | -------------- | ----------------------------------------------------------------- |
| minuscule | ʔ̲               | ʔ◌̲                    | U+0294 U+0332  | lettre minuscule latine coup de glotte diacritique trait souscrit |